# Prostitution au Timor oriental
La prostitution au Timor oriental est légale, mais le racolage et la participation de tiers à des fins lucratifs ou pour faciliter la prostitution sont interdits. La prostitution est devenue un problème lorsque le pays a obtenu son indépendance de l'Indonésie en 2002, surtout dans la capitale, Dili. On estime qu'il y a 1 688 travailleuses du sexe dans le pays.
L'application de la loi est faible, mais il y a des répressions occasionnelles,. Les travailleuses du sexe étrangères sont généralement ciblées et sont souvent expulsées,. Les lois sur l'ordre public sont également utilisées contre les prostituées.
De nombreuses prostituées locales se sont lancées dans le commerce du sexe en raison de la pauvreté et du manque d'emplois. Les prostituées étrangères, en particulier d'Indonésie, de Chine et des Philippines, entrent dans le pays avec des visas touristiques de 90 jours.
Le trafic sexuel et la prostitution des enfants sont des problèmes dans le pays.

## Force de maintien de la paix de l'ONU
Avant son départ en 2012, la division UNPOL de la force de maintien de la paix des Nations unies aide la police, notamment en participant à des raids contre la prostitution. Cependant, malgré une politique de tolérance zéro envers le personnel de l'ONU allant voir des prostituées, le personnel de l'ONU est également un groupe important de clients des prostituées. Ils fréquentaient des bordels, y compris ceux qui exploitant des femmes victimes de la traite. Des véhicules de l'ONU sont utilisés pour récupérer des prostituées de rue.
Il y a également des allégations selon lesquelles un navire affrété par l'ONU serait utilisé pour le trafic d'enfants à des fins de prostitution dans le pays.

## Trafic sexuel
Le Timor oriental est un pays d'origine et de destination pour les femmes et les enfants victimes de trafic sexuel. Les femmes, les filles et parfois les jeunes hommes et garçons des zones rurales sont conduits dans la capitale avec la promesse de meilleures perspectives d'emploi ou d'éducation et sont soumis au trafic sexuel. Les femmes étrangères, y compris celles du Cambodge, de Chine, d'Indonésie, des Philippines et du Viêt Nam, sont vulnérables au trafic sexuel au Timor oriental. Les trafiquants internationaux peuvent être membres de syndicats du crime organisé indonésiens ou chinois, et ils semblent faire tourner les victimes étrangères de trafic sexuel à l'intérieur et à l'extérieur du pays pendant la durée d'un visa touristique de 90 jours afin d'éviter d'éveiller des soupçons. La police accepte des pots-de-vin d'établissements impliqués dans la traite ou de trafiquants tentant de traverser illégalement les frontières, et au cours des années précédentes, elle est identifiée comme cliente de sites de commerce du sexe faisant l'objet d'une enquête pour trafic présumé.
Selon les agents de l'immigration, la police et des sources médiatiques, des femmes étrangères prostituées, dont beaucoup sont des victimes potentielles de trafic sexuel, sont parfois arrêtées en masse lors de descentes de police, puis expulsées sans contrôle approprié, ou à la suite de l'incapacité des agents de police à obtenir des informations pertinentes des femmes interpellées. Pour cette raison, les agents de la Police nationale du Timor oriental affirment qu'ils ne sont pas en mesure d'obtenir des preuves suffisantes pour poursuivre les propriétaires d'un bar karaoké qui auraient pu soumettre 67 femmes étrangères au trafic sexuel au cours de la période considérée. La police souligne que les propriétaires de bars à karaoké confisquent les passeports des travailleurs étrangers et ne les remettent que si la police ordonne l'expulsion des travailleurs en question.
Le bureau de surveillance et de lutte contre la traite des personnes du département d'État des États-Unis classe le Timor oriental parmi les pays de "niveau 2".